# Край (филм, 2010)
Край е руски драматичен филм от 2010 година на режисьора Алексей Учител с участието на Владимир Машков и Аньорка Стречел. Продукцията е носител на 4 награди Златен орел.

## Сюжет
В есента на 1945 година в сибирската гара Край пристига демобилизираният танкист и бивш локомотивен машинист Игнат. В селището живеят заточеници, изтърпяващи наказания, заради колаборацията си с нацисти. Случайно мъжът разбира, че в близост има изоставен немски локомотив. Той се заема да го възстанови, но се оказва, че машината вече си има стопанин – дъщерята на пленен немски инженер.

## Актьорски състав
- – Владимир Машков
- – Юлия Пересилд
- – Аньорка Стречел
- – Владас Багдонас
- – Александър Баширов
- – Семьон Белоцерковски
- – Армен Джигарханян
- – Сергей Гармаш
- – Алексей Горбунов

## Награди и номинации
- 4 награди Златен орел (2010 г.): най-добра режисьорска работа; най-добра мъжка роля; най-добра женска роля; най-добра второстепенна женска роля;
- Номинация за Златен глобус (2010 г.) за най-добър чуждоезичен филм;

1. ↑  www.proficinema.ru
2. ↑  www.kinopoisk.ru